# 1799 en architecture
| Années de l'architecture : 1796 - 1797 - 1798 - 1799 - 1800 - 1801 - 1802    |
| Décennies de l'architecture : 1760 - 1770 - 1780 - 1790 - 1800 - 1810 - 1820 |

Cet article présente les faits marquants de l'année 1799 en architecture.

## Réalisations
- En Angleterre, la Shot Tower de Chester, (monument classé), est construite dans le district de Boughton dans le Chester.
- À La Nouvelle-Orléans, le Cabildo (en) (première phase) est terminé (commencé en 1795).
- Reconstruction de l'hôtel de ville de Vilnius par Laurynas Gucevičius.
- Consécration de l'église Saint-Mark-in-the-Bowery à New York.
- En Russie, construction finalisée du prieuré hospitalier de Gatchina.
- En Pologne, Théâtre Andreas Gryphius à Głogów, détruit en 1944 et reconstruit en 2017-2019.

## Événements
- x

## Récompenses
- Prix de Rome : Auguste Henri Victor Grandjean de Montigny.

## Naissances
- x

## Décès
- 4 février : Étienne-Louis Boullée (° 12 février 1728),
- 17 avril : Richard Jupp (° 1728),
- 11 juin : Joaquín Toesca, architecte italien ayant surtout travaillé au Chili (° 1745),
- 31 août : Nicolas-Henri Jardin (° 1720),
- 27 décembre : Guillaume-Martin Couture (° 1732).